# Димитрий Халкокондил
Димитрий Халкокондил (греч. Δημήτριος Χαλκοκονδύλης, лат. Demetrius Chalcocondyles, итал. Demetrio Calcondila; 1423, Афины — 1511, Милан) — итальянский учёный гуманист, грек по происхождению. Двоюродный брат историка Лаоника Халкокондила.

## Биография
Родился в Афинах, в 1449 уехал в Рим, где вскоре стал посещать занятия у Феодора Газы; затем 9 лет преподавал в Падуанском университете, где одним из его учеников был Ян Ласкарис; в 1475 по рекомендации своего друга Франческо Филельфо получил кафедру во Флоренции, в которой провел 16 лет; наконец, он принял приглашение Лодовико Моро и переехал в Милан, где около 20 лет занимался преподавательской деятельностью, имея среди своих учеников Бальдассаре Кастильоне, Джан Джорджо Триссино, Иоганна Рейхлина, Гийома Бюде. Умер в Милане.
Он написал греческую грамматику, озаглавленную Έροτήματα, которая пользовалась большой известностью и неоднократно печаталась (Милан, 1493, Париж, 1525, Базель, 1546). Первый издатель гомеровских «Илиады» и «Одиссеи» (1488, Флоренция), сочинений Исократа (1493) и словаря Суды (1499).